# Peter Koštial
Peter Koštial (* 18. června 1946) je bývalý slovenský fotbalista, záložník.

## Fotbalová kariéra
V československé lize hrál za Spartak Trnava. Nastoupil v 10 ligových utkáních a dal 3 ligové góly. S Trnavou získal v roce 1969 mistrovský titul. V Poháru mistrů evropských zemí nastoupil v 1 utkání. Z Trnavy odešel do Piešťan. Během vojenské služby hrál ve druhé lize za Duklu Banská Bystrica.

## Ligová bilance
| Ročník                                   | Zápasy | Góly | Klub                  |
| ---------------------------------------- | ------ | ---- | --------------------- |
| 1. československá fotbalová liga 1968/69 | 3      | 2    | Spartak Trnava        |
| 1. československá fotbalová liga 1969/70 | 6      | 1    | Spartak Trnava        |
| 2. československá fotbalová liga 1971/72 | -      | -    | Dukla Banská Bystrica |
| 1. československá fotbalová liga 1973/74 | 1      | 0    | Spartak Trnava        |
| CELKEM 1. liga                           | 10     | 3    |                       |